# Quillón
Quillón is een gemeente in de Chileense provincie Diguillín in de regio Ñuble. Quillón telde 17.485 inwoners in 2017 en heeft een oppervlakte van 423 km².
- Virtual International Authority File: 187029088